# 윤석열 대통령 탄핵
윤석열 대통령 탄핵(尹錫悅 大統領 彈劾)은 2024년 12월 14일, 대한민국 제20대 대통령 윤석열에 대한 국회의 두 번째 탄핵소추안 가결에 의하여 직무가 정지되어 2025년 4월 4일 헌법재판소 결정에 의해 대통령 윤석열이 파면된 사건이다. 이는 윤석열 대통령이 2024년 12월 3일 심야에 선포한 비상계엄이 위헌·위법적인 계엄령이라는 국회 재적 의원 과반수 이상에 의해 계엄 해제 요구를 받은 정부가 국무회의 의결을 통하여 계엄을 해제한 데 따른 조치였다.
국무총리인 한덕수는 헌법재판소가 윤석열의 파면 여부를 결정할 때까지 또는 차기 대통령 선거 전까지 대통령 권한대행을 맡게 되었다.앞서 2024년 12월 7일에는 첫 번째 탄핵소추안이 국회 표결에 부쳐졌지만, 국민의힘 소속 의원들이 표결에 불참해 의결 정족수를 채우지 못하면서 탄핵안 자체가 무산되었다.
이 탄핵소추안은 대한민국에서 세 번째로 대통령에 대한 탄핵 사례로서 기록되었다. 2004년 노무현 대통령은 탄핵소추되었으나 헌법재판소에서 기각되어 직무에 복귀하였고, 박근혜 대통령은 2016년 탄핵소추 후, 2017년 헌법재판소의 인용으로 파면된 바가 있다.
2025년 4월 4일, 헌법재판소는 8인 만장일치로 윤석열 대통령의 탄핵을 인용(파면)하였다.
헌법재판소가 "헌법과 법률을 위반하였다"는 이유로 파면했지만 그 과정에서 형사소송 기록 송부금지하는 헌법재판소법과 피의자가 동의하지 않을 때 증거로 채택할 수 없는 형사소송법을 준용하는 규정을 위반하였다.

## 배경

### 계엄령 선포 직권남용
2024년 12월 3일 밤 10시 20분 경, 윤석열은 긴급 대국민담화를 통해 종북 반국가세력들을 일거에 척결하고 자유 헌정질서를 지키기 위함이라는 이유로 비상계엄령을 선포하였다. 윤석열 대통령의 비상계엄 포고령 1호에 따라 계엄군과 경찰은 계엄해제 의결권을 지닌 국회의 장악 시도, 즉 쿠데타에 나섰다.
계엄군과 경찰이 국회의원들이 본회의장에 들어가는 것을 막는 과정에서 국회의원, 경군, 시위대, 보좌진 등 사이에 충돌이 발생했다. 12월 4일 오전 1시 1분 본회의장 진입에 성공한 190명의 의원 전원이 계엄령 해제를 요구하는 결의안을 만장일치로 통과시키면서, 윤석열은 12월 4일 새벽 4시 27분 비상계엄을 해제하였다.

### 탄핵 절차
대한민국의 탄핵 절차는 1987년에 제정된 제9차 개정 헌법에 규정되어 있다. 헌법 제65조 제1항에 따르면, 대통령, 국무총리 또는 다른 공무원이 직무 수행 중 헌법이나 법률을 위반한 경우 국회는 탄핵할 수 있다.
현직 대통령에 대한 탄핵소추안이 통과되려면 재적의원 300명 중 3분의 2인 200명 이상의 찬성이 필요하다. 탄핵안이 가결되면 대통령은 즉시 직무가 정지되며, 헌법재판소의 최종 결정이 내려질 때까지 직무를 수행할 수 없다. 탄핵의 범위는 공직에서의 파면에 한정되며, 추가적인 처벌은 탄핵 절차를 통해 이루어지지 않는다.
1988년에 제정된 헌법재판소법에 따르면, 헌법재판소는 접수된 모든 사건, 포함하여 탄핵 사건에 대해 180일 이내에 결정을 내려야 한다. 만약 심리 도중 해당 인물이 이미 직에서 물러났다면, 사건은 각하된다. 대통령의 파면을 위해서는 재판관 9명 중 6명 이상이 찬성해야 한다. 헌법재판소법 제23조는 사건 심리를 위해 최소 7명의 재판관이 필요하다고 규정하고 있다. 그러나 대통령 탄핵이라는 사안의 중대성을 고려하여 헌법재판소는 '7인 이상 심리' 조항 효력을 임시 정지해달라는 신청을 받아들였다. 현재 세 자리의 재판관직이 공석인 상황에서는 남은 6명의 재판관의 만장일치가 이뤄져야만 파면이 가능하게 된 것이다.
대통령이 국회에서 탄핵소추를 당하면 즉시 직무가 정지되며, 차등 순위에 따라 국무총리 및 국무위원이 대통령 권한대행을 맡게 된다. 만약 대통령이 헌법재판소의 판결로 파면될 경우, 60일 이내에 조기 대선을 실시해야 한다. 이 기간 동안 대통령 권한대행자는 새 대통령이 선출될 때까지 대통령 권한대행 역할을 계속 수행한다.

### 관련 집회

#### 탄핵 지지 운동
2024년 7월, 국회 홈페이지에 올라온 윤석열 대통령 탄핵 촉구 국민청원이 백만 명 이상의 서명을 모았다. 모든 청원은 5만 명 이상의 서명을 받을 경우 법적으로 국회 상임위원회의 검토를 받게 되어 있다. 당시 홈페이지에는 동시 접속자가 2만 2천 명을 넘으면서 접속 대기 시간이 약 30분에 이를 정도로 서버가 다운되기도 했다. 2024년 11월에는 전국 여러 대학의 교수와 연구자 3,000여 명이 윤석열의 사퇴를 요구하는 서한에 서명했다. 한 인터뷰어는 이 서한이 박근혜 전 대통령 탄핵 시위 이후 학계에서 가장 많은 서명을 받은 사례라고 추정했다.
2024년 11월 28일에는 1,466명의 한국 천주교 신부들이 윤석열 탄핵을 요구하며 "어째서 사람이 이 모양인가"라는 제목의 성명을 발표했다. 이 성명에서는 윤석열이 사익의 꼭두각시이며 자신이 무엇을 하고 있는지, 누구인지조차 모르는 사람이라고 비판하며, 국민이 부여한 권한을 자신의 아내에게 넘겼다고 말했다.

#### 탄핵 반대 운동
여러 대규모 탄핵 반대 집회가 전개되었으며, 대표적으로는 전광훈 대국본 대표, 전한길 강사, 손현보 등이 주최하는 탄핵 반대 운동이 있었지만 이후 고립되다 서울역 등에서 산발적으로 윤석열 석방 시위를 하고 있다.

## 탄핵 소추

### 1차 발의
2024년 12월 4일 오후 3시, 국민의힘을 제외한 6개의 야당 더불어민주당, 조국혁신당, 개혁신당, 진보당, 기본소득당, 사회민주당 의원 190명과 무소속 김종민 의원을 포함한 의원 191명이 14시 43분 국회 의안과를 방문하여 탄핵소추안을 제출하였다. 12월 5일 0시 48분 제418-16 본회의에서 탄핵소추안이 보고되었다.
2024년 12월 7일 오후 7시, 탄핵소추안에 대한 1차 표결이 진행되었다. 야당 국회의원은 전원이 찬성하였으며, 국민의힘은 안철수 의원을 제외하고 전원이 집단 퇴장하였다. 국민의힘 의원들이 불참한 가운데, 박찬대 원내대표는 국민의힘 국회의원 이름을 한명씩 부르면서 투표 참여에 호소하였다. 표결 중 국민의힘 의원 김예지 의원과 김상욱 의원은 재입장하여 투표를 하였으나, 결론적으로 총 표수가 총 195표로 탄핵소추안 정족수(200명)에 미달해 투표 불성립 처리되었다.

### 2차 발의
| 대한민국 국회 대통령 윤석열 탄핵소추안   | 대한민국 국회 대통령 윤석열 탄핵소추안   |
| 재적 300명 중 2/3 이상인 200명 동의 필요 | 재적 300명 중 2/3 이상인 200명 동의 필요 |
| 선택                                     | 득표                                     |
| ---------------------------------------- | ---------------------------------------- |
| 가                                       | 204 / 300                                |
| 부                                       | 85 / 300                                 |
| 기권                                     | 3 / 300                                  |
| 무효                                     | 8 / 300                                  |

12월 12일, 여·야 국회의원은 윤석열에 대한 2차 탄핵안을 발의했다. 야당 더불어민주당은 14일에 표결할 것이라고 발표했다. 탄핵소추안에서 지난 1차 발의 당시 논란이 되었던 "북한-중국-러시아 적대 행위" 등은 빠지고, 내란에 대한 직접적인 지시를 한 행위, 자신과 관련된 법률안에 재의요구권(거부권)을 시행한 일 등이 추가되었다.
12월 14일, 2차 탄핵안이 가 204, 부 85, 기권 3, 무효 8로 가결되었다. 지난 1차 발의에 불참한 국민의힘 의원들은 각종 시민단체와 시위대들의 거센 비판을 받고 2차 발의에는 참여했다. 이탈표가 3표에 불과했던 1차 투표 결과와 달리, 2차 때는 국민의힘에서 이탈표가 23표로 늘어나 탄핵소추안이 가결되었다.

### 한덕수 대통령 권한대행 국무총리 탄핵소추
2024년 12월 14일 윤석열 대통령의 탄핵소추안 가결로 직무가 정지되자 한덕수 국무총리가 대통령 권한대행으로 취임하였다. 비상계엄 선포 당시 국무회의 참여로 경찰의 내란 혐의 수사대상에 올랐던 한덕수 권한대행은 지난 12월 9일 더불어민주당 등 야당이 국회에서 통과시킨 내란 특검법과 김건희 특검법에 대해 공포 거부 의사를 표했고, 나아가 국회가 추천한 헌법재판소 3인의 임명동의안에 대해서도 여야 합의를 이유로 통과시키지 않겠다는 입장을 밝혔다.
이에 12월 27일 국민의힘 의원들의 불참 속에 한덕수 국무총리 겸 대통령 권한대행에 대한 탄핵안이 가결되었다. 대통령 권한대행의 탄핵 가결은 이번이 헌정사상 처음이었다. 한덕수 국무총리의 권한대행 직무 정지로 최상목 경제부총리 겸 기획재정부 장관이 권한대행을 맡게 되었다. 한덕수 대통령 권한대행 국무총리는 2025년 3월 24일 헌법재판소에서 탄핵이 기각되어 직무에 복귀하였다.

## 탄핵 심판

### 사건 접수와 재판관 임명
2024년 12월 14일 우원식 국회의장이 정청래 법제사법위원장을 통해 탄핵소추의결서 정본을 헌법재판소로 제출하였다. 헌법재판소는 윤석열 대통령 탄핵소추 건에 대해 사건번호 '2024헌나8'로 접수하였으며, 탄핵심판사건으로 분류됨에 따라 사전재판심사를 거치지 않고 즉시 전원재판부에 회부되었다.

### 재판 진행
2025년 1월 14일 오후 4시 헌법재판소에서 제1차 변론기일이 진행되었으나 피청구인 윤석열 대통령의 불출석으로 변론을 진행하지 않고 양측 대리인단의 출석만 확인한 뒤 종료하였다. 1월 16일 진행된 제2차 변론기일에서도 윤석열은 전날 공수처의 체포 집행으로 출석이 어렵다는 점을 들며 기일 변경을 신청하였으나 헌재 측은 이를 기각하였다. 첫 변론에서 청구인 (국회) 대리인단은 윤석열이 헌법 수호의 의지가 없으며 분열을 조장했다는 점을, 피청구인 (윤석열) 대리인단은 지난 총선의 부정선거 의혹으로 계엄을 선포했다는 점을 강조하였다.
2025년 1월 21일에 진행된 3차 변론기일에서 윤석열이 현직 대통령으로는 처음으로 본인의 탄핵심판에 증인으로 출석하였다. 이날 계엄군의 선관위 장악 시도 내역이 담긴 CCTV 자료가 국회 측 재판 증거로서 재생되었으며 윤 대통령은 부정선거 음모론 제기의 목적이 아닌 선관위의 전산시스템을 스크리닝하기 위한 목적이었다고 주장하였다.

### 최종 선고

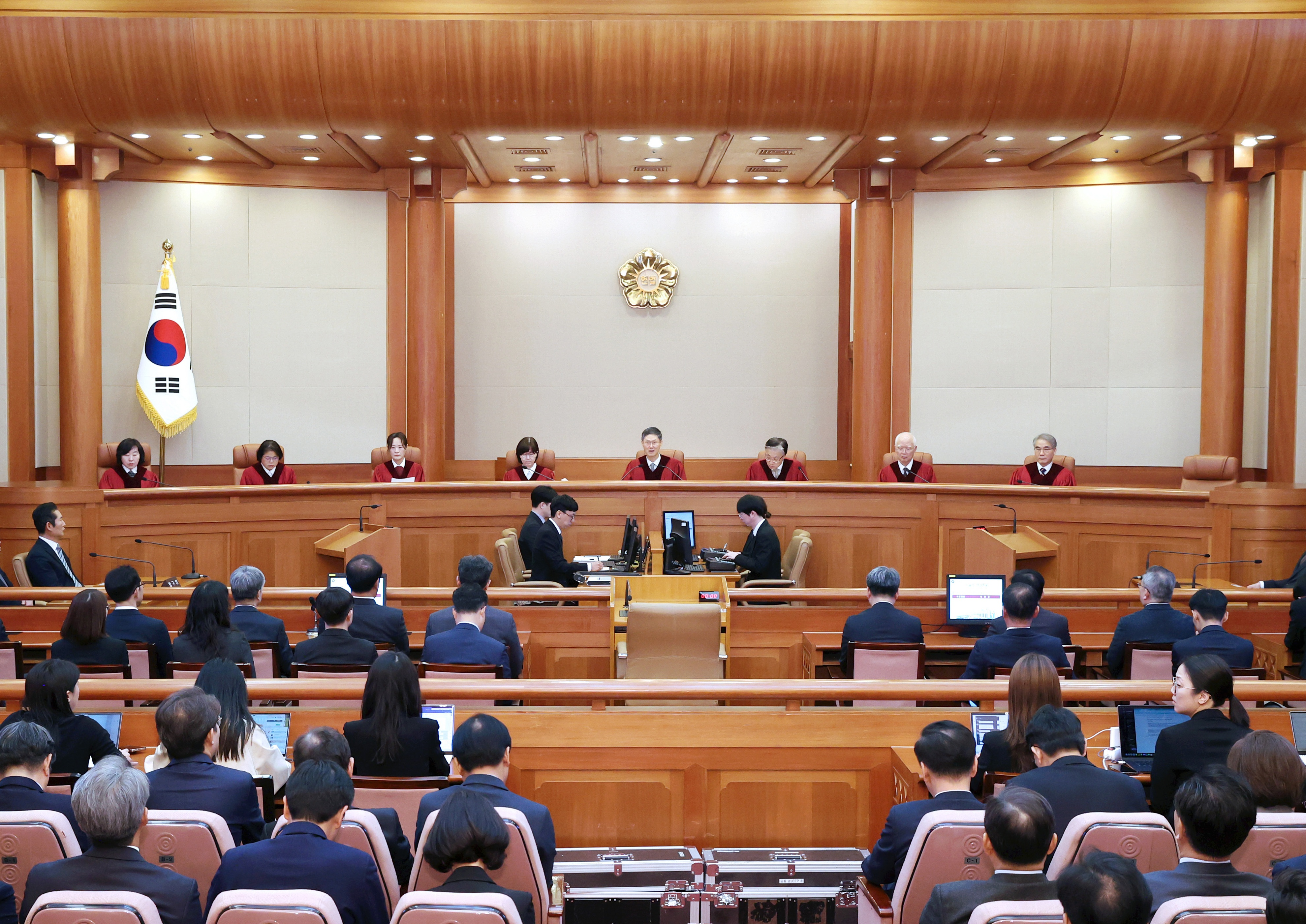
2025년 4월 4일, 윤석열의 파면을 선고하는 문형배 헌법재판소장 권한대행(가운데)

2025년 4월 4일 오전 11시 22분(KST), 헌법재판소는 재판관 8인 전원의 일치된 의견으로 파면 결정을 내렸다. 문형배 헌법재판소장 권한대행은 윤석열의 비상계엄 선포가 "국민의 신임을 배반"하여 "헌법수호의 관점에서 용납될 수 없는 중대 행위"로서, "파면으로 얻는 헌법수호 이익이 그에 따르는 국가적 손실을 압도할 정도로 크다"고 인정하였다. 문형배 권한대행의 선고 시각을 기해 윤석열은 대통령직에서 파면되었다.
헌법재판소는 국회 측이 제시한 탄핵사유 5가지를 모두 재판관 전원일치로 인정하였다. 첫 번째로 윤석열이 비상계엄의 사유로 들었던 국회의 탄핵소추와 입법권 행사, 예산 삭감 시도 등이 헌법과 계엄법에서 규정하는 비상계엄의 실체적 요건인 "전시, 사변 및 이에 준하는 국가비상사태"에 해당되지 않는다고 보았다. 나아가 윤 대통령이 국무회의 심의와 부서 등 절차적 요건을 위반하였으며 지체 없이 국회에 통고하지 않았다고 판단하였다.
두 번째로 포고령 1호에서 국회와 정당의 정치활동 금지를 규정한 데 대해 헌법조항과 대의민주주의, 권력 분립의 원칙을 위반하였다고 인정하였다. 세 번째로 윤 대통령의 계엄군을 동원한 국회 장악 시도는 헌법에 보장된 계엄해제 요구권과 국회의원의 심의표결권, 불체포특권을 침해한 것으로 판단하였다. 네 번째로 계엄군이 영장 없이 중앙선관위에 대한 압수수색을 실시한 것에 대해서도 영장주의의 위반이자 선관위의 독립성을 침해했다고 인정하였다.
마지막으로 계엄 당시 윤석열의 정치인, 법조인 체포 시도에 관한 사유에 대해서도 인정하였다. 윤석열 대통령이 홍장원 국정원 1차장에게 방첩사를 지원할 것을 지시하고, 김용현 국방부 장관이 여인형 방첩사령관에게 체포를 대비해 동정을 파악하라며 14인의 명단을 넘긴 점을 사실로 인정, 정당 활동의 자유를 침해한 것으로 판단하였다.

## 여파

### 정치
이 사건으로 인하여 대한민국 정치가 크게 영향받았다. 탄핵 찬성파의 경우, 아무런 이유 없이 갑작스럽게 선포된 계엄령의 선포로 윤석열 대통령이 헌법과 법률을 위반하고 대한민국의 민주주의를 파괴하려고 시도했으므로 반드시 파면되어야 한다고 주장한다. 이 탄핵심판을 계기로 대한민국 제21대 대통령 선거를 조기에 실시하게 되었다.

### 경제
계엄령 선포에 그 직후 원/달러 환율이 1,440원대까지 급등하고, 한 때 1,446원을 넘어서며 15년 8개월여 만에 최고치를 기록하기도 했다. 계엄령 전에는 1,400원 아래로 떨어지려는 상황에서 완전히 찬물을 끼얹은 셈이다. 이에 따라 원화로 표시된 외화 환율이 덩달아 오르면서 국내 기업과 해외 직구를 이용하는 국민들에게 큰 피해를 입혔다. 이후 국회의 신속한 대응 및 계엄이 해제의 조짐이 보이자 고점을 찍고 차차 안정을 찾아갔지만, 해제된 지 이틀이 지난 12월 6일에도 1,410~1,420원 사이 수준을 유지하며 여전히 높은 상태다. 그나마도 빠른 후처리를 기대한 환율이 그 정도였는지, 토요일에 첫 탄핵소추안이 불발된 이후 12월 9일에는 1,438원까지 치솟아 30원대 중반에서 횡보하고 있다. 그리고 마침내 12월 19일 환율이 1,450원을 돌파하고 1,453원까지 치솟았다. 이는 지난 2009년 3월 16일 서브프라임 모기지 사태 이후, 15년 9개월여만에 처음이다.
계엄령 선포가 외국 언론들에게도 전해지며 당시 미국 증시의 한국 ETF가 2.7%p 급락했다. 정부의 대응에 따라 환율은 차차 안정세를 보였지만, 여전히 높은 수준을 유지하고 있다.
계엄령이 발표되는 순간 대한민국 내 암호화폐 거래소에서 막대한 패닉셀이 터지며 비트코인을 비롯한 코인 가격이 순간적으로 30~40% 가량 폭락하고 거래소의 접속 폭주로 서버가 다운되는 사건이 발생하였다. 코인 가격은 1시간 이내에 본래 시세를 회복하며 안정을 찾았다.

## 같이 보기

### 일반 주제
- 윤석열 정부
- 2024년 대한민국 비상계엄
- 윤석열 대통령 탄핵 운동
- 윤석열 대통령 탄핵 반대운동
- 윤석열 대통령 퇴진 운동
- 한덕수 국무총리 탄핵소추
- 대한민국 제21대 대통령 선거
- 윤석열 비상계엄 재판
- 노무현 대통령 탄핵소추
- 박근혜 대통령 탄핵

### 관련 법령
- 내란죄(대한민국 형법 제87조)
- 직권남용권리행사방해죄(대한민국 형법 제123조)
- 특수공무집행방해죄(대한민국 형법 제144조)
- 계엄(대한민국 헌법 제77조)